# 仙人 (印度神话)

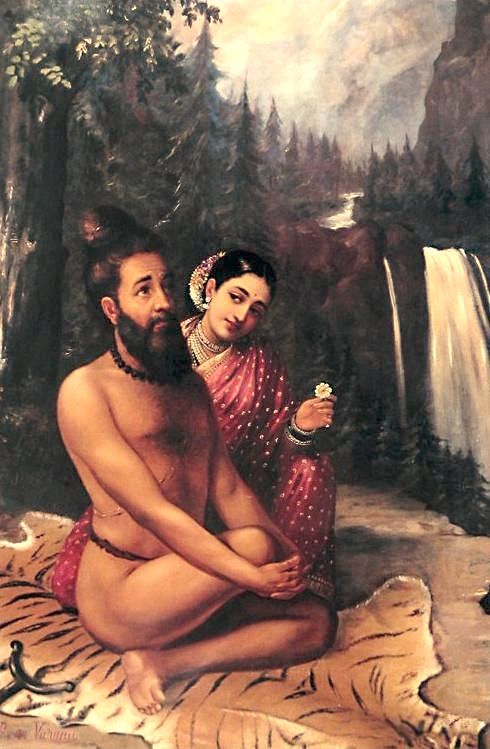
众友仙人修行时，因陀罗出于恐惧而派天女弥那迦去引诱他，企图破坏他的修行

仙人（天城体：ऋषि，IAST：ṛṣi）印度神话与宗教体系中的一类特殊人物。仙人位于提婆、凡人及阿修罗的范畴之外，是介于神与人之间的一个群体。有些神明（尤其是生主）也被称为仙人，还有一些仙人是历史人物被神化的结果。一些例子表明，凡人可以通过苦行等等修成仙人；不过更多例子指出仙人是世袭的。在神話中，仙人大多是些精通《吠陀經》的圣贤，拥有极大的法力神通，属于最招惹不起的人物。天神对仙人十分敬畏，时常有求于他们，有时还会遭到他们的惩罚和打击；连三大主神都要屈服于他们，毗湿奴就因为婆利古仙人的诅咒而在凡间转世了好几次，仙人最常见的神通莫过于诅咒，这些诅咒具有可以使天神遭殃的威力，而且一旦发出就必然会实现，连发出诅咒者本人也取消不了。
关於仙人的神话故事在印度文献中十分常见，从最早的《吠陀經》到史诗，再到晚近的《往世书》。有些著名仙人在各种宗教和文学作品中都常常登场，也有些仙人只是在某本书里提到过名字。总而言之，仙人在印度文学中占有非常重要的地位。

## 類別
大致上，仙人可分为三类：出身于天人的叫天仙（devaṛṣi）；出身于婆罗门的叫梵仙（brahmaṛṣi）；出身于刹帝利的叫王仙（rājaṛṣi）。在修行的人看来梵仙的称号最尊贵，因此众友仙人以骇人的苦行去得到它，同时放弃了大梵天亲赐的“大仙”称号。此外，还有几类称号似乎并不具有类聚意义，如大仙（mahaṛṣi，特别有道行或受尊敬的仙人，通常是指10位生主），多闻仙（śrutaṛṣi）和至上仙（paramaṛṣi），以及“吠陀作者”（kāṇḍaṛṣi）。又有一类矮仙（vālakhilya），总数多达六万，每个都只有拇指大小；他们曾经惩罚过行为不逊的神王因陀罗（在有关仙人的神话中，因陀罗是常见的被诅咒、制裁和戏弄的对象，而且往往是罪有应得）。仙人还可能组成具有某种意义的集团，例如代表北斗七星的七仙人（saptarṣi），以及梵天的四个“心生子”（manasputra）。

## 神话学
在最早的吠陀本集中，仙人是指吠陀颂歌的作者，大概是指史前时代雅利安人部落的祭司。传统上，梨俱吠陀中的每首颂歌都照例署上一位仙人的名字。这些人可能真有其人，也可能是某一祭司家族或师徒相传的祭司集团的代称。吠陀颂歌本身就提到许多仙人的名字，这些人是最早向因陀罗等大神献祭的神官，同时也是最早的一批神职政治家（尤其是极裕和众友；关于他们的神话表明，早期吠陀祭司对原始形态的雅利安人政权有重大影响）。后来“仙人”称呼被普遍化，泛指那些贤哲、圣人，尤其是博学的婆罗门。而吠陀仙人也不再被认为是颂歌的直接作者，他们只是得到了最高存在的“天启”，并把这些颂歌吟诵了出来。
仙人故事的种姓倾向性非常明显。较晚的仙人神话明显能看出婆罗门加工的痕迹，他们极力渲染修道仙人的种种超自然法力（特别是无限夸大苦行的力量），以抬高自己种姓的地位，以至于把他们写得超过了三大主神。例如推选最受人类爱戴的主神时，湿婆和梵天都因为怠慢婆利古仙人而落选，获此殊荣的是对仙人畢恭畢敬的毗湿奴。与之相对，吠陀时代的仙人们显然没有这么高的地位，他们恭敬地崇拜因陀罗，极裕还因此被称为“因陀罗之友”。至于众友仙人的神话，它明确地反映了婆罗门与刹帝利之间的斗争，同时鼓吹婆罗门为尊（众友在还是刹帝利时屡屡败在极裕仙人手下，于是认识到婆罗门远比刹帝利高贵，通过几千年的苦行把自己的种姓变成了婆罗门）。
许多仙人看来有某些真实依据。例如蚁垤，通常认为确实有这样一位整理罗摩衍那的仙人，在他的真实事迹失传后，出现了关于他的仙人传说（相反，创作摩诃婆罗多的广博仙人通常认为只是一个假托的称号，不可能是单一的作者）。早期的学者也可能被其后代弟子神化为仙人，如迦毗罗仙人是数论哲学的创始人；语法学家波你尼也被加上了仙人头衔。此外，有些学者认为，仙人故事是有现实的社会依据的。所谓仙人是一些在“森林”里建立了村社式的生活基地的婆罗门修道士，仙人传说正是反映了他们的生活状态，尤以摩诃婆罗多中的《森林篇》为典型。

## 著名仙人
在印度教神话中特别著名的仙人有：
- 七仙人，七位远古圣哲的统称，象征北斗七星。其名字在不同时期的文献中有所不同。吠陀本集并没有真的指出这些仙人的名字。百道梵书提供的名单是：乔答摩、婆罗堕遮、众友仙人、食火仙人、极裕仙人、迦叶波、阿低利；后来的名单屡有变化，最后又说每个摩奴期都有不同的七仙人。这七仙人可能源自对远古时代赞颂因陀罗的雅利安人诸祭司的回忆；
- 极裕仙人，最受尊敬的仙人之一，太阳王朝的御用祭司，梨俱吠陀第7卷的作者，帮助绍陀娑打赢十王之战；
- 众友仙人，最受尊敬的仙人之一，靠苦行成为梵仙，梨俱吠陀第3卷的作者，曾与极裕仙人为敌，大英雄罗摩的师父；
- 敝衣仙人，脾气暴躁的大仙人，动不动就发怒，很多著名的神与人受过他的诅咒；
- 婆利古，倍受尊敬的大仙人，从摩多利首处接受天火交给人类，拥戴毗湿奴成为最高大神；
- 投山仙人，极裕仙人的兄弟，象征老人星，曾喝光海水以消灭藏匿其中的阿修罗，为使地球不被温迪亚山脉毁灭，远赴南方再未返回；
- 那罗陀，往返于天地之间的大仙人，是神与人之间的使者；
- 鹿角仙人，自小被父亲无瓶仙人困在森林中修苦行，从没见过女人，后被美人计诱出，为十车王主持求子大祭；
- 祭主仙人，天神的祭司和导师，象征木星；
- 太白仙人，阿修罗的祭司和导师，象征金星；
- 广博仙人，大史诗摩诃婆罗多和所有往世书的作者。

## 资料来源
- 《宗教词典》，上海辞书出版社，ISBN 978-7-5326-2840-7
- 《世界神话辞典》，辽宁人民出版社，ISBN 7-205-00960-X
- 《印度两大史诗研究》，ISBN 7-301-04897-1
- 《梵语文学史》，金克木著，江西教育出版社，ISBN 7539231505/I351·092
- 《印度哲学史》，黄心川著，商务印书馆，ISBN 7-100-00804-2
- 《印度通史》，商务印书馆，书号：11017·224